# Ibrahim Šehić
Ibrahim Šehić (ur. 2 września 1988 w Rogaticy) – piłkarz bośniacki grający na pozycji bramkarza. Od 2023 roku jest zawodnikiem saudyjskiego klubu Al-Khaleej.

## Kariera klubowa
Karierę piłkarską Šehić rozpoczął w klubie FK Željezničar. W 2006 roku awansował do kadry pierwszego zespołu. W sezonie 2006/2007 zadebiutował w jego barwach w pierwszej lidze bośniackiej i był to jego jedyny mecz w tamtym sezonie. W sezonie 2007/2008 był już podstawowym bramkarzem Željezničara. W 2010 roku wywalczył tytuł mistrza Bośni i Hercegowiny, a w sezonie 2010/2011 zdobył z Željezničarem Puchar Bośni i Hercegowiny.
Latem 2011 Šehić przeszedł do beniaminka tureckiej Süper Lig, Mersin İdman Yurdu. Zadebiutował w nim 17 października 2011 w przegranym 1:2 domowym meczu z Fenerbahçe SK. Na koniec sezonu 2012/2013 spadł ze swoim klubem do 1. Lig.
W 2013 roku Šehić został zawodnikiem azerskiego klubu Qarabağ FK. Swój debiut w nim zaliczył 24 listopada 2013 w zremisowanym 0:0 domowym meczu z Rəvanem Baku. W sezonach 2013/2014, 2014/2015, 2015/2016, 2016/2017 i 2017/2018 wywalczył z nim pięć mistrzostw Azerbejdżanu z rzędu. W sezonach 2014/2015, 2015/2016 i 2016/2017 zdobył również trzy Puchary Azerbejdżanu.
W latach 2018–2020 Šehić grał w tureckim BB Erzurumspor, w którym zadebiutował 24 sierpnia 2018 w zremisowanym 0:0 wyjazdowym meczu z Çaykurem Rizespor.
W 2020 roku Šehić przeszedł do Konyasporu, w którym swój debiut zanotował 19 września 2020 w zremisowanym 0:0 wyjadowym spotkaniu z Gençlerbirliği SK.
W lipcu 2023 Šehić został zawodnikiem saudyjskiego zespołu Al-Khaleej.
| Sezon   | Klub               | Kraj                 | Rozgrywki     | Mecze | Bramki |
| ------- | ------------------ | -------------------- | ------------- | ----- | ------ |
| 2006/07 | FK Željezničar     | Bośnia i Hercegowina | Premijer liga | 1     | 0      |
| 2007/08 | FK Željezničar     | Bośnia i Hercegowina | Premijer liga | 20    | 0      |
| 2008/09 | FK Željezničar     | Bośnia i Hercegowina | Premijer liga | 29    | 0      |
| 2009/10 | FK Željezničar     | Bośnia i Hercegowina | Premijer liga | 29    | 0      |
| 2010/11 | FK Željezničar     | Bośnia i Hercegowina | Premijer liga | 29    | 0      |
| 2011/12 | Mersin İdman Yurdu | Turcja               | Süper Lig     | 22    | 0      |
| 2012/13 | Mersin İdman Yurdu | Turcja               | Süper Lig     | 14    | 0      |
| 2013/14 | Qarabağ FK         | Azerbejdżan          | Premyer Liqa  | 22    | 0      |
| 2014/15 | Qarabağ FK         | Azerbejdżan          | Premyer Liqa  | 29    | 0      |
| 2015/16 | Qarabağ FK         | Azerbejdżan          | Premyer Liqa  | 32    | 0      |
| 2016/17 | Qarabağ FK         | Azerbejdżan          | Premyer Liqa  | 19    | 0      |
| 2017/18 | Qarabağ FK         | Azerbejdżan          | Premyer Liqa  | 18    | 0      |
| 2018/19 | BB Erzurumspor     | Turcja               | Süper Lig     | 32    | 0      |
| 2019/20 | BB Erzurumspor     | Turcja               | TFF 1. Lig    | 34    | 0      |
| 2020/21 | Konyaspor          | Turcja               | Süper Lig     | 29    | 0      |

## Kariera reprezentacyjna
W reprezentacji Bośni i Hercegowiny Šehić zadebiutował 17 listopada 2010 roku w wygranym 3:2 towarzyskim spotkaniu ze Słowacją, rozegranym w Bratysławie.